# Gilles Cioni
Gilles Cioni (Bastia, 14 de junho de 1984) é um futebolista profissional francês que atua como defensor.

## Carreira
Cioni começou a carreira no Bastia.